# Сеземице (Пардубице)
Сеземице (чеш. Sezemice) град је у Чешкој Републици. Град се налази у управној јединици Пардубички крај, у оквиру којег припада округу Пардубице.

## Становништво
Према подацима о броју становника из 2014. године град је имао 3.635 становника.